# فليمون مولالا
فليمون مولالا (بالإنجليزية: Philemon Mulala)‏ هو لاعب كرة قدم زامبي، اشتهر بتسجيله هدفين في نصف نهائي كأس كأس الاتحاد الأفريقي 1984 ضد كينيا لعب مع أياكس كيب تاون.

## وصلات خارجية
- فليمون مولالا على موقع قاعدة بيانات كرة القدم.إي يو (الإنجليزية)